# Dendrocnide moroides
Dendrocnide moroides (v Avstraliji znana kot gympie-gympie) je zelnata trajnica iz družine koprivovk, ki uspeva v deževnih gozdovih Avstralije in Indonezije. Slovi po izjemno bolečem ožigu, ki naj bi bil najhujši med vsemi rastlinami.

## Opis
D. moroides se košato razraste v gozdni podrasti, običajno cveti in plodi še preden zraste 3 m visoko, lahko pa doseže tudi 10 m v višino. Od sorodne vrste Dendrocnide cordifolia jo ločimo po tem, da peclji izraščajo iz spodnje strani listov, ne z roba. Steblo, veje, peclji, listi in plodovi so prekriti z žgočimi laski.
Rastlina ima velike, enostavne srčaste liste z nazobčanim robom, dolge 12–22 cm in široke 11–18 cm. Na vsaki strani glavne žile je šest do osem parov stranskih. Pecelj je tako dolg kot sam list, z 1–2 cm dolgimi prilisti.
Socvetja so enodomna (redko dvodomna), dolga 15 cm in izraščajo iz zalistja, pogosto v parih. Cvetovi so majhni, s cvetnim odevalom z manj kot 1 cm premera. Cveti vse leto, najintenzivneje poleti.
Plodovi so drobne rožke, vraščeni v rožno do svetlovijolične kroglaste strukture, podobno kot pri murvi. Ta struktura izrašča iz peclja. Tudi soplodja so prekrita z žgočimi laski, a so užitna, če laske odstranimo.

### Toksičnost
Ožig D. moroides je izjemno boleč in dolgotrajen, tudi do več tednov ali celo mesecev. Slovi kot najbolj strupena rastlina v Avstraliji, če ne na vsem svetu. Žrtev po stiku z njo občuti takošnjo hudo pekočo bolečino na mestu dotika, ki se še ojača v naslednjih 20 do 30 minutah in lahko traja več dni, preden nekoliko popusti. V hudih primerih lahko povzroči koprivnico in zatekanje ter občutljivost bezgavk na prizadetem delu. V redkih primerih je nujna hospitalizacija.
Rastlina je namreč poraščena s krhkimi in ostrimi laski (trihomi), napolnjenimi s toksini, podobno kot pri koprivi. Ob najmanjšem dotiku se ti laski odlomijo in zarijejo v kožo, nakar se odlomi konica in toksin se sprosti v podkožje. Ti laski lahko ostanejo v koži tudi do eno leto in izpuščajo toksine, kadar jih sproži dotik, stik z vodo ali nenadna temperaturna sprememba. Fizični stik ni nujen za povzročanje bolečine; laski stalno odpadajo in jih lahko žrtev vdihne, če se dlje časa zadržuje blizu rastline, kar lahko povzroči težave z dihanjem.
Mehanizem povzročanja tako močne bolečine intenzivno raziskujejo vse odkar so evropski raziskovalci odkrili rastlino sredi 19. stoletja. Vemo, da laski vsebujejo mešanico nevrotoksinov, njegovo delovanje pa še ni povsem razjasnjeno. V mešanici so biokemiki našli vsaj dva nova razreda peptidov, vendar nobena od spojin ni nedvoumno izpostavljena kot glavni razlog za bolečino. Nenavadno je tudi, da je izloček izjemno obstojen, saj lahko ožgejo tudi odpadli listi na gozdnih tleh ali več desetletij stari posušeni herbarijski vzorci.
Za prvo pomoč priporočajo fizično odstranjevanje laskov z voskom za depilacijo ali lepilnim trakom, vendar to ni vedno učinkovito, saj so tako drobni, da se povsem zarijejo v kožo.

## Ekologija in razširjenost
Vrsta uspeva v notranjosti in ob robovih deževnih gozdov od polotoka Cape York na severovzhodu Avstralije do Novega Južnega Walesa, pa tudi na indonezijskih Molukih. Hitro kolonizira bregove vodotokov, tla okoli padlih dreves in umetne poseke, kjer je streha iz krošenj prekinjena. Semena vzklijejo na površini. V Queenslandu je še pogosta, medtem ko proti jugu postaja vedno redkejša in je na seznamu ogroženih vrst Novega Južnega Walesa na južnem robu območja razširjenosti.
D. moroides je gostitelj gosenic metulja vrste Idea leuconoe. Z listi se prehranjuje še več drugih vrst žuželk in tudi rdečenogi grmičarski kenguru, ki je očitno imun na toksine. Plodove jedo različni ptiči, ki na ta način raznašajo semena.

## Taksonomija
Tipski primerek je leta 1819 nabral Allan Cunningham v okolici reke Endeavour, kot novo vrsto Laportea moroides pa ga je leta 1857 opisal Hugh Algernon Weddell v svojem delu Monographie de la Famille des Urticées, ki je izšlo v reviji Archives du Muséum d'Histoire Naturelle. Wee-Lek Chew jo je leta 1966 uvrstil v rod Dendrocnide.
Rodovno ime (Dendrocnide) je skovanka iz starogrških besed δένδρον (déndron) – »drevo« in κνίδος (knídos) – »bodeča igla«, medtem ko je vrstni pridevnik (moroides) izpeljanka iz latinskega imena za rod murv (Morus) s pripono -oides, ki pomeni »podobno kot«, kar se nanaša na podobnost soplodja plodu murve. Celotno vrstno ime bi torej lahko dobesedno prevedli kot »bodeče drevo, podobno murvi«.